# 쾨니츠역
쾨니츠역(독일어: Bahnhof Köniz)은 스위스 베른주의 쾨니츠 자치구에 있는 기차역이다. BLS AG의 표준궤 베른-슈바르첸부르크선의 중간 정류장이다.

## 운행편
다음 서비스는 쾨니츠에서 정차한다.
- 베른 S-반 : S6 : 베른과 슈바르첸부르크 간 30분 운행